# Henri Lévy-Bruhl
Pour les articles homonymes, voir Lévy-Bruhl, Brühl et Lévy.
Henri Lévy-Bruhl, né le 18 décembre 1884 à Paris où il est mort le 2 mai 1964, est un juriste et sociologue français.
Il est considéré comme l'un des fondateurs de la sociologie du droit moderne.

## Biographie

### Jeunesse et études
Henri Lévy-Bruhl est le fils du philosophe et sociologue Lucien Lévy-Bruhl.

### Parcours professionnel
Henri Lévy-Bruhl est nommé professeur de droit à la faculté de droit de l'université de Lille. Il obtient ensuite un poste de professeur à l'université de Paris.
Il enseigne également à l'École pratique des hautes études, à l'École des hautes études en sciences sociales ainsi qu'à l'École libre des hautes études.

## Travaux
Contrairement à son père qui s'était concentré sur l'ethnologie, Lévy-Bruhl fils a surtout étudié le droit romain. Pourtant, il a été chargé de donner des cours sur les « coutumes africaines ». Sa conception des systèmes juridiques des peuples victimes du colonialisme était caractérisée par le primitivisme juridique.

## Ouvrages
- Un projet de code de commerce à la veille de la Révolution : le projet Miromesnil (1778-1789), 1932
- Histoire de la lettre de change en France aux XVIIe et XVIIIe siècles, 1933
- Quelques problèmes du très ancien droit romain (essai de solutions sociologiques), 1934
- Histoire juridique des sociétés de commerce en France aux XVIIe et XVIIIe siècles, 1938
- Nouvelles études sur le très ancien droit romain, 1947
- Aspects sociologiques du droit, 1955
- Recherches sur les actions de la loi, 1960
- Sociologie du droit, 1961
- La Preuve judiciaire, Étude de sociologie juridique, 1964